# Котляревское (Донецкая область)
Котляревское (укр. Котлярівське, вариант названия Котляровское) — село на Украине, находится в Тельмановском районе Донецкой области. Под контролем самопровозглашённой Донецкой Народной Республики.

## География
К востоку от населённого пункта проходит граница между Украиной и Россией.

#### Соседние населённые пункты по странам света
С: —
СЗ: Шевченко, Октябрьское
СВ: Малоекатериновка (Российская Федерация)
З: Кузнецово-Михайловка, Черевковское
В: Выселки, Деркачева, Григорьевка (Российская Федерация)
ЮЗ: Греково-Александровка, Михайловка
ЮВ: —
Ю: Зелёный Гай, Новоалександровка 

## Население
Население по переписи 2001 года составляло 36 человек.

## Общие сведения
Почтовый индекс — 87132. Телефонный код — 6279.

## Адрес местного совета
87132, Донецкая область, Тельмановский р-н, с.Кузнецово-Михайловка, ул.Ленина, 24